# Dolichocôlon
 (février 2019).
Si vous disposez d'ouvrages ou d'articles de référence ou si vous connaissez des sites web de qualité traitant du thème abordé ici, merci de compléter l'article en donnant les références utiles à sa vérifiabilité et en les liant à la section « Notes et références ».

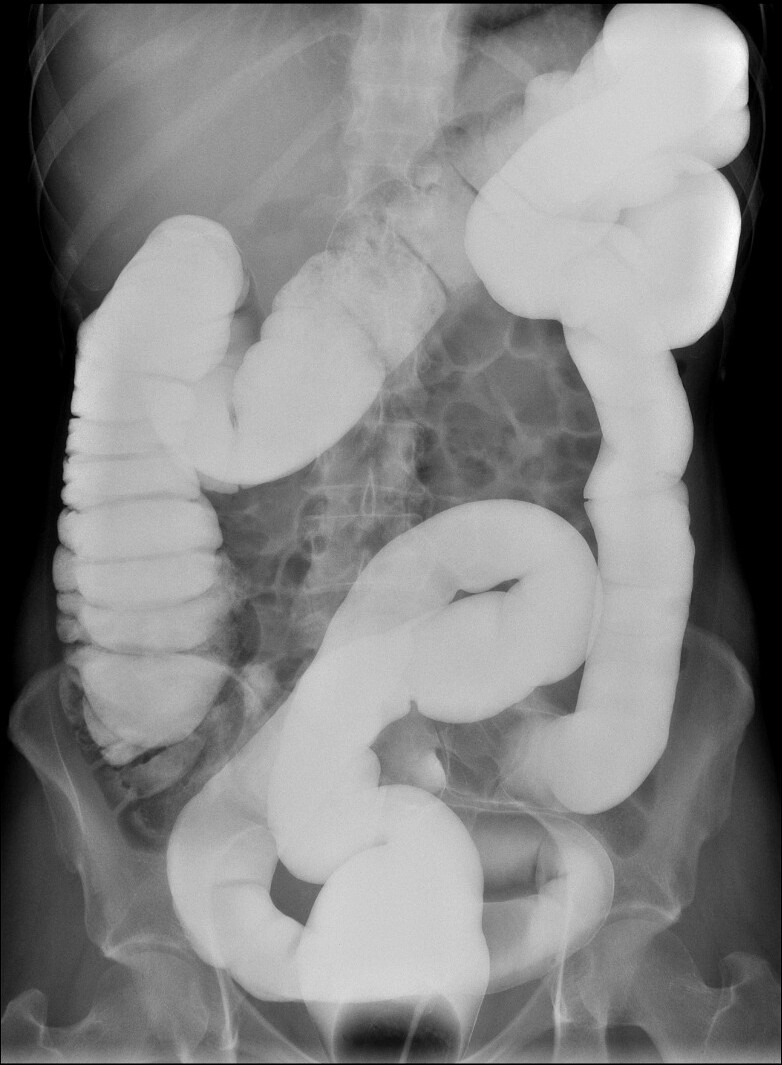

En médecine, un dolichocôlon (mot dérivé du grec ancien dolichos, long et de côlon) est un intestin anormalement long. Il ne faut pas le confondre avec un gros intestin anormalement large, appelé mégacôlon (ou colectasie) . 
Le dolichocôlon peut prédisposer à une rotation anormale (voir volvulus) et une interposition entre le diaphragme et le foie (voir Syndrome de Chilaiditi). Il est plus communément observé chez les personnes âgées, chez certains patients en psychiatrie ou chez des personnes institutionnalisées. Cependant, cela ne fait pas partie du vieillissement normal. La cause exacte reste inconnue. 
Le dolichocôlon est souvent une découverte fortuite sur une radiographie abdominale ou lors d'une coloscopie. Ce n'est pas en soi une maladie en tant que telle ne nécessite aucun traitement. 